# 十溴二苯醚
十溴二苯醚（英語：或decabromodiphenyl oxide，缩写decaBDE、deca-BDE、DBDE、DBDPO，也称为二(五溴苯酚)醚，bis(pentabromophenyl) ether）是一种溴化阻燃劑，属于多溴二苯醚类化合物。